# Nestoritsa
Nestoritsa (en búlgaro: Несторица) fue un noble y general búlgaro durante el reinado de los zares Samuel (997-1014); Gabriel Radomir (1014-1015) e Iván Vladislav (1015-1018). Fue uno de los más hábiles comandantes militares del Primer Imperio búlgaro.
En 1014 cuando el emperador bizantino Basilio II fue detenido por la empalizada de madera alrededor de la aldea de Klyutch, Samuel decidió llamar la atención de Basilio II y desde allí envió a Nestoritsa con un gran ejército para marchar en dirección sur. Nestoritsa marchó por el valle de Vardar hacia la segunda ciudad bizantina más grande, Tesalónica. En las proximidades de la ciudad los búlgaros fueron derrotados por las fuerzas enemigas bajo el mando del gobernador de Tesalónica Teofilacto Botaniates y su hijo Miguel. La batalla fue sangrienta con fuertes bajas para ambas partes, pero al final salieron victoriosos los bizantinos y capturaron a muchos soldados y armas. Poco después seguiría la mayor derrota búlgara en la batalla de Clidio.
A pesar de la derrota, la resistencia búlgara siguió durante cuatro años más hasta que la muerte del emperador Iván Vladislav finalmente rompió el espíritu de lucha y muchos nobles decidieron rendirse manteniendo sus títulos. Nestoritsa fue uno de ellos, se rindió con sus tropas a Basilio II a finales de 1018 junto con Lasaritsa y Dobromir.